# Pante Gurah
Pante Gurah is een bestuurslaag in het regentschap Aceh Utara van de provincie Atjeh, Indonesië. Pante Gurah telt 745 inwoners (volkstelling 2010).